# Europamästerskapen i fälttävlan 1987
Europamästerskapen i fälttävlan 1987 arrangerades i Luhmühlen, Västtyskland. Tävlingen var den 18:e upplagan av europamästerskapen i fälttävlan.

## Resultat
| Placering | Ryttare           | Häst         | Land |
| --------- | ----------------- | ------------ | ---- |
| 1         | Virginia Leng     | Night Ca     | GBR  |
| 2         | Ian Stark         | Sir Wattie   | GBR  |
| 3         | Claus Erhorn      | Justyn Thyme | FRG  |
| 10        | Michael Petersson | Up to Date   | SWE  |

| Placering | Land           |
| --------- | -------------- |
| 1         | Storbritannien |
| 2         | Västtyskland   |
| 3         | Frankrike      |